# Thomas F. Bayard
Thomas F. Bayard (n. 29 octombrie 1828 - d. 28 septembrie 1898) a fost un politician american, Secretar de Stat al Statelor Unite între 1885 și 1889.